# Пошевко Олександр Сергійович
Олександр Сергійович Пошевко (нар. 30 вересня 1988, м. Іллінці, Вінницька область — пом. 2 березня 2022, Новоселівка, Запорізька область, Україна) — молодший сержант, медик розвідувального взводу 9 ОМПБ Збройних сил України, відзначився у ході російського вторгнення в Україну.

## Життєпис
Служив з 2017 року .
Загинув 2 березня 2022 року у бою під Новоселівкою, що на Запоріжжі. Його побратим Олександр Морознюк дістав поранення в ногу. Олександр Пошевко кинувся його витягувати і був зрешечений кулями. Пораненого Морознюка товариші затягли до мікроавтобуса і рвонули на прорив, але під час виходу потрапили під обстріл ворожої БМП. Олександра Пошевка, який залишився лежати обіч дороги, росіяни розстріляли впритул.

## Родина
У його сестри Оксани також загинув і чоловік — лейтенант Максим Ямковий.

## Нагороди
- орден «За мужність» III ступеня (2022, посмертно) — за особисту мужність і самовіддані дії, виявлені у захисті державного суверенітету та територіальної цілісності України, вірність військовій присязі.